# Oberstadt (Moguncja)
Oberstadt, Mainz-Oberstadt – okręg administracyjny Moguncji, w Niemczech, w kraju związkowym Nadrenia-Palatynat. W czerwcu 2024 roku okręg zamieszkiwało 23 544 osób.